# Дельмедино, Микеле
Мике́ле Дельмеди́но (Михаил Филиппович Дельмедино, годы жизни неизвестны) — войсковой архитектор и фортификатор в Уральском казачьем войске в 1821—1831 годах. Достоверно известно о трёх сохранившихся архитектурных проектах Дельмедино, входящих ныне в список памятников истории и культуры Казахстана как часть градостроительного комплекса старого Уральска.

## Биография

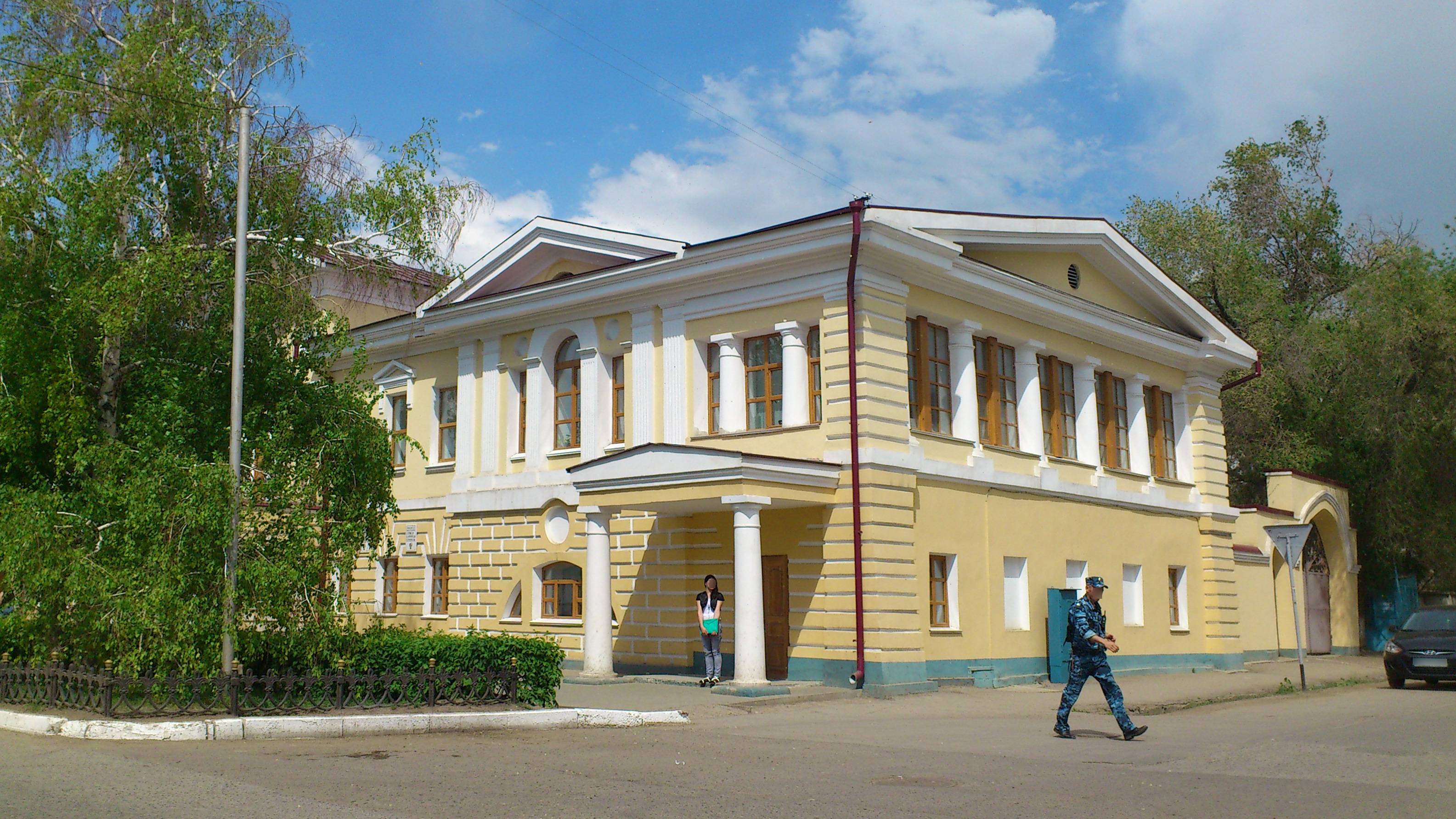
Дом войскового атамана в Уральске

В 1821 году в Уральске, главном городе Уральского казачьего войска, случился грандиозный пожар, уничтоживший большую часть города, в ту пору почти целиком деревянного. Для восстановления города войсковой атаман Бородин пригласил из Петербурга итальянского архитектора Микеле Дельмедино, в официальных документах войска он значился под именем Михаила Филипповича. Для итальянца в штатном расписании войска нашлась должность военного фортификатора — специалиста по сооружению походных укреплений и пограничных форпостов по реке Урал. Но главной обязанностью Дельмедино стало преобразование архитектурного облика Уральска.

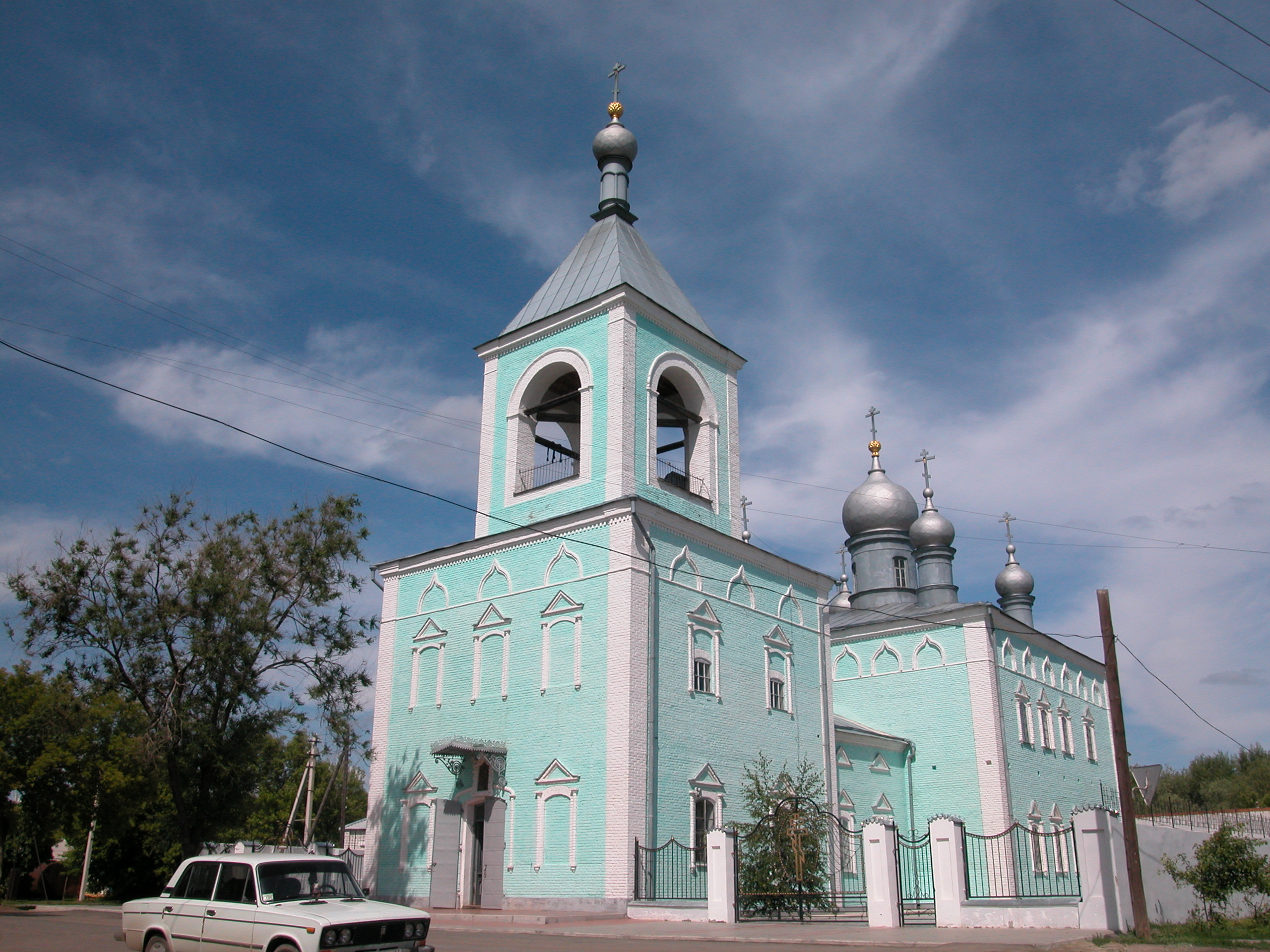
Михайло-Архангельский собор в Уральске

Основной артерией города была историческая безымянная улица, впоследствии получившая имя Большой Михайловской по имени Михайло-Архангельского собора, старейшего каменного строения города. В 1774 году казаки во главе с Пугачёвым взорвали колокольню собора в попытке захватить гарнизон городовой крепости. Одним из главных проектов Дельмедино в Уральске стало возведение новой каменной колокольни собора. В архитектурном оформлении были использованы элементы оригинальной архитектуры начала XVIII века.
В очередном пожаре 1825 года сгорел дом самого Бородина, и Микеле Дельмедино приступил к постройке новой резиденции атамана. Основываясь на образцах итальянских палаццо, Дельмедино выстроил особняк с портиком по центру и с открытой галереей с колоннадой по краю здания. Изначально в конструкции здания присутствовали балконы, поддерживаемые колоннами, пристроенные к портику и боковым входам. Так описывал быт Бородина в новой резиденции российский историк Витевский: «Дом его был лучшим в Уральске по величине, архитектуре и убранству. Бородин жил как владетельный герцог, не отказывая себе ни в чём. В ясные летние вечера его нередко можно было видеть на балконе, который выходил на улицу и был накрыт маркизами и обставлен цветами».

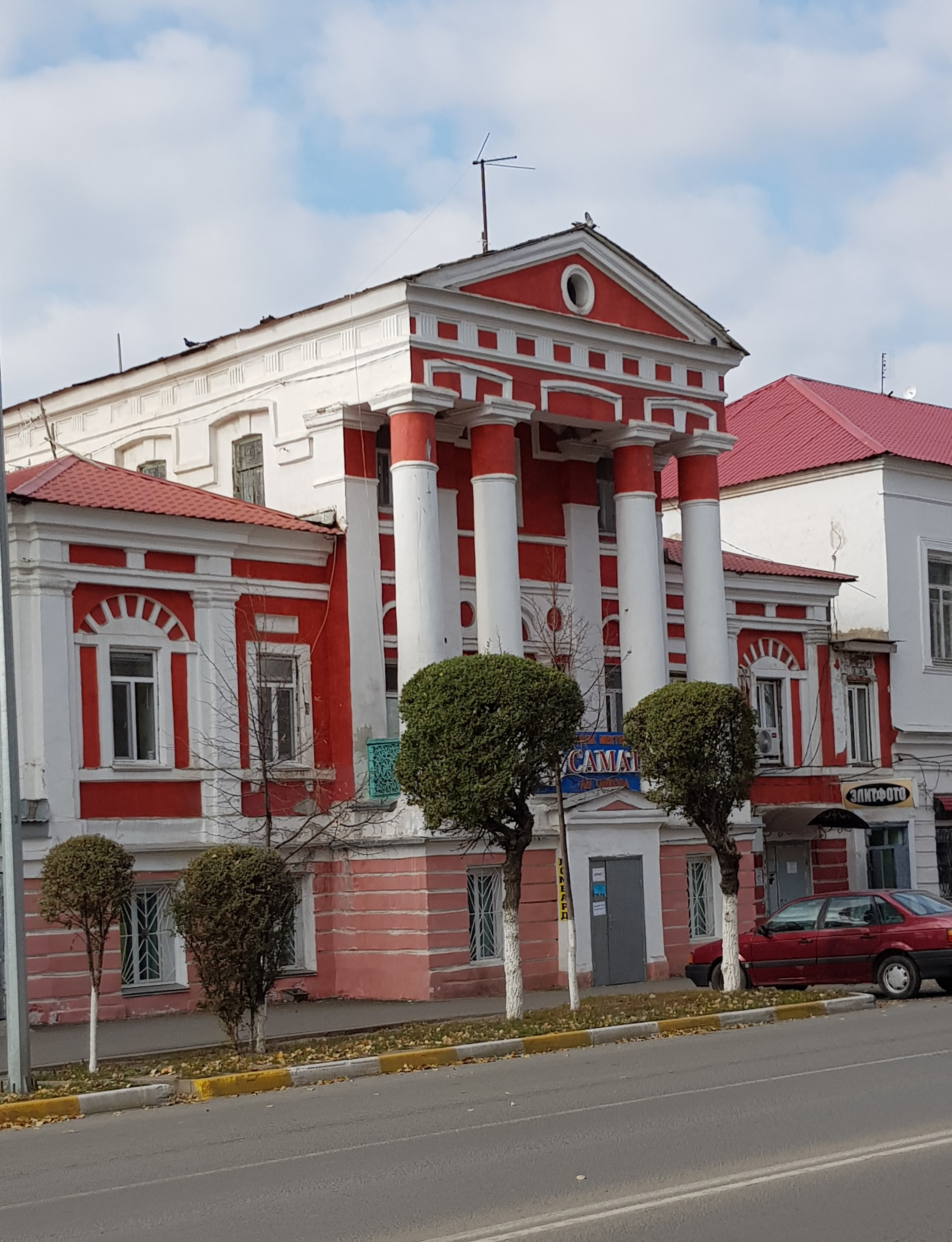
Дом Мизиновых

После смерти Бородина здание было выкуплено у его вдовы для размещения в нём официальной резиденции Уральского войскового атамана и для приёма его гостей. Так, в 1833 году атаман Покатилов принимал в этом доме Александра Сергеевича Пушкина. В 1837 году в резиденции атамана остановился наследник престола, будущий император Александр Николаевич с опекавшим его поэтом Жуковским. По долгу службы на протяжении восьми лет в здании бывал представитель оренбургского генерал-губернатора Даль. В 1862 году в гости к своему товарищу времён обороны Севастополя атаману Столыпину заезжал Лев Николаевич Толстой. Долгие годы атаманская резиденция служила Домом пионеров. В настоящее время в нём размещены отделения госпиталя управления внутренних дел, часть здания занимает литературный музей. Одним из главных экспонатов музея является портрет первого владельца дома атамана Бородина кисти выдающегося художника Тропинина.
Одновременно с новым домом атамана Дельмедино руководил постройкой другого здания — особняка Мизиновых, представителей известного казацкого старшинского рода. Сохранившийся по сей день, особняк Мизиновых известен как «Дом с колоннами». Дом строился для полковника Стахия Мизинова и примечателен своими четырьмя колоннами и чугунной решёткой балкона над выступающим из фасада крыльцом.
Известно также, что Дельмедино начал работу над проектом будущего главного православного храма в Уральске — «плана с фасадом и со сметою» постройки Собора святого Александра Невского, с «двумя приделами», завершить работу над которым довелось его преемнику на должности войскового архитектора Андрею Андреевичу Гопиусу.